# Suzuki GSX 1100 F
Die Suzuki GSX 1100 F ist ein Motorrad der Kategorie Sporttourer und gehört wegen ihrer Abmessungen und ihrem Gewicht zu den Vertretern der (teil- oder vollverkleideten) Big Bikes (über 1000 cm³).

## Konzept
Mit der GSX 1100 EF war von 1984 bis 1986 eine neue Generation in Fortsetzung der GS-Modelle gebaut worden. Neu waren etwa Suzuki Power Shield, Suzuki Advanced Cooling System, ein neues Verbrennungssystem (TSCC), volltransistorische Zündung und eine Full-Floater-Radaufhängung hinten.
Mit der GSX 1100 F erweiterte Suzuki seine Modellpalette ab 1987 bis 1994 mit alltags- und tourentauglichen Motorrädern nach oben. Der Sporttourer musste aber nach Serienanlauf Herbst 1987 im ersten Jahr überarbeitet werden, was seinen Verkaufsstart erschwerte. Ab 1989 wurde eine um 25 mm verlängerte Schwinge, ein flacherer Steuerkopf, sowie zwei Zusatzstreben am Rahmen zur Stabilisierung verbaut. Damit waren die Kinderkrankheiten behoben.
Die GSX 1100 F wird unter den Suzuki-Fahrern gerne als die große Schwester der Suzuki GSX 750 F gesehen. Dies ist auf das fast identische Styling, ähnliche Motorenkonzept, sowie die sporttourentaugliche Auslegung zurückzuführen.

## Modellgeschichte
Die GSX 1100 F wurde von 1987 bis 1994 gefertigt. Das entspricht den Suzuki-Jahrgängen J bis R. Zu Beginn wurde die GSX 1100 F in zwei Versionen angeboten, als GSX 1100 J und als GSX 1100 FJ. Bei dem Modell J wurde die Unterverkleidung weggelassen. Die GSX 1100 FJ war das Modell mit der Vollverkleidung. Ab 1988 entfiel das Modell ohne „F“, so dass in Folge nur noch GSX 1100 F gefolgt mit dem jeweiligen Jahreskennbuchstaben (Suzuki Jahrescode J - R) verkauft wurden. Der Verkauf hielt bis 1996 an. Neben den offiziellen Importen gelangten einige Maschinen aus dem europäischen Ausland und den USA nach Deutschland.
Der 1100 cm³ luft-/ölgekühlte Motor geht auf die erste Generation der GSX-R-Modelle zurück. Der GSX-R-Motor mit 1085 cm³ wurde für die GSX 1100 F auf 1127 cm³ erweitert und über die Ausführungen der Nockenwellen tourentauglich gestaltet. Danach erhielt auch die GSX-R den 1127-cm³-Motor, mit sportlich ausgelegten Nockenwellen. Bohrung und Hub sind mit den Modellen GSX-R 1100 weitestgehend identisch.

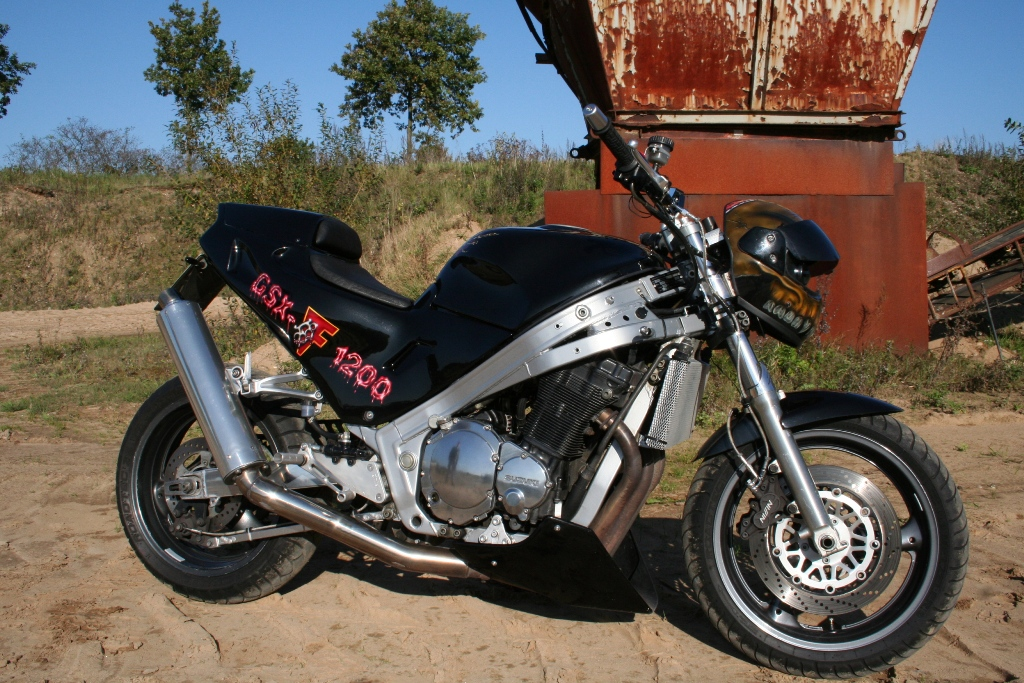
Suzuki GSX 1100 F als Fighter

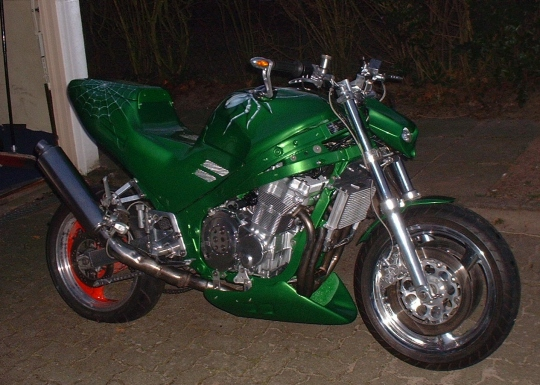
Suzuki GSX 1100 F als Fighter

Suzuki GSX 1100 F Bj 1990 mit Koffern

Fahrwerk und Motor wurden auf Langlebig (100.000 km sind keine Seltenheit) und Tourentauglichkeit ausgelegt. Größere Modifikationen bis auf die genannten gab es in der kurzen Modelllaufzeit keine. Sie beschränkten sich somit auf die Farbgestaltung.

### Typenbezeichnungen
- GV72A (E 75)
- GV72B (E 78)
- GV72C (E 04, E 76)
- GV72D (E 18)

### Spezifikationscode
- E 04 Frankreich
- E 18 Schweiz
- E 75 England, Südafrika, Australien
- E 76 Schweden, Bundesrepublik Deutschland und Österreich
- E 78 Finnland, Norwegen, Belgien, Niederlande, Italien und Spanien

### Farbgebung Modelle
- 1987: rot / schwarz
- 1988: blau/maroon, blau/grau, silber/weiß, bordeaux rot/schwarz
- 1989: schwarz, blau/silber, maroon
- 1990: blau, maroon, schwarz/silber
- 1991: rot, schwarz/grau, schwarz/silber
- 1992/1993: violett/silber, schwarz/anthrazit, rot/maroon
- 1994: schwarz, maroon

## Zubehör
Bedingt durch die verhältnismäßig kurze Modelllaufzeit, gibt es für die GSX 1100 F nur wenig Zubehör am Markt. Die Firma Gimbel fertigt Halbschalenverkleidungen für das F-Modell, Koffer- und Topcaseträger gibt es von den gängigen Unternehmen für Motorradgepäckträger. Einige Hersteller von Auspuffanlagen fertigen 4in1-, 4in2- oder 4in2in1-Anlagen für die F. Zeitweise wurde auch eine sportliche Fußrastenanlage der Firma Gimbel angeboten. Der Rest beschränkt sich auf Tourenscheibe, Lenkerumbauten, Gabelfedern, Federbeine, Windschutzscheiben, sowie nicht modellspezifisches Zubehör diverser Anbieter.